# Azza Filali
Azza Filali (arabisch عزة الفيلالي, DMG ʿAzza al-Fīlālī; * 1952) ist eine tunesische Schriftstellerin, die auf Französisch schreibt.
Sie ist Professorin für Gastroenterologie am Krankenhaus La Rabta in Tunis und besitzt seit 2009 einen Master in Philosophie der Université Paris 1 Panthéon-Sorbonne.
Seit 1991 hat sie verschiedene französischsprachige Romane, Essays und Kurzgeschichten veröffentlicht. Für ihren Roman L’heure du cru (2009) wurde ihr 2010 der Prix spécial du jury Comar verliehen.
Der Schauplatz ihres jüngsten Romans Ouatann (Heimat) ist das vorrevolutionäre Tunesien des Jahres 2008. Für dieses Buch erhielt sie den Prix Comar d’Or 2012.

## Werke
- Le Voyageur immobile. Essay. 1991.
- Le Jardin écarlate. Essay. 1996.
- Monsieur L. Roman. 1999.
- Les Vallées de lumière. Roman. 2001.
- Propos changeants sur l’amour. Kurzgeschichten. 2003.
- Chronique d’un décalage. Roman. 2005.
- Vingt ans pour plus tard. Sammlung. elyzad 2009.
- L’heure du cru. Roman. 2009.
- Ouatann. Roman. 2012, ISBN 978-9973-58-045-0.